# Бой при Эльхингене
Бой при Эльхингене (фр. Bataille d'Elchingen) — сражение, произошедшее 13—14 октября 1805 года у населённого пункта Эльхинген, расположенного неподалёку от Ульма, между французскими и австрийскими войсками.

## Ход боя. Подвиг маршала Нея
13 октября 1805 г. Наполеон прибыл в лагерь под Ульмом и приказал занять мост и позицию при селении Эльхинген, которые защищали порядка 20 000 австрийцев. На следующий день 6-й корпус маршала Мишеля Нея, восстановив под огнём Эльхингенский мост, взял штурмом Эльхингенское аббатство и саму деревню Обер-Эльхинген. Было взято 3000 пленных (примерно 2 полка) и артиллерия. В этом бою маршал Ней сначала взял на себя руководство восстановлением моста под сильным обстрелом противника, а затем лично возглавил штыковую атаку двух своих полков за мост через Дунай.

## Итоги и значение боя

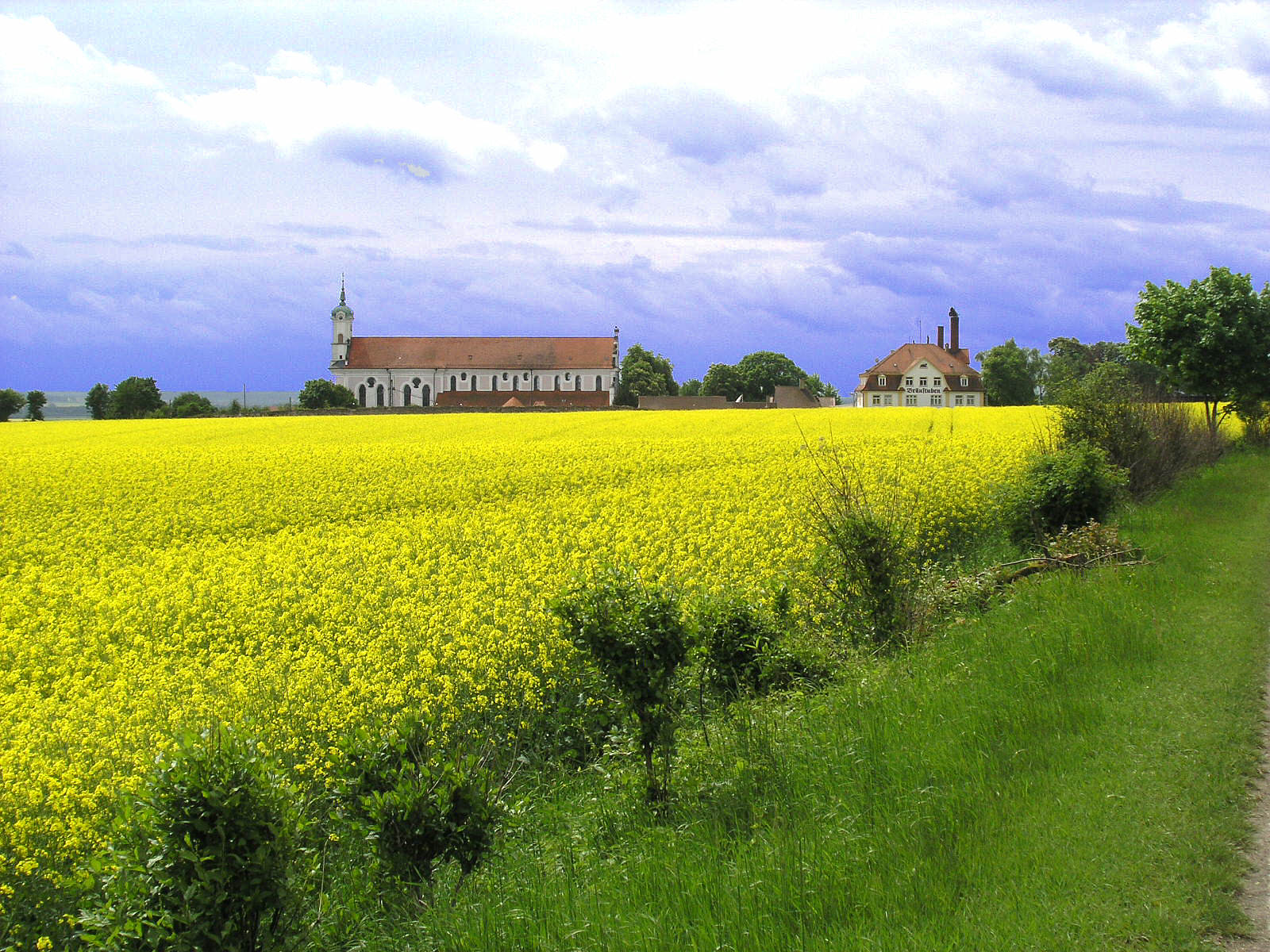
Эльхинген. Поле боя сегодня

Наведённый маршалом Неем мост через Дунай у Эльхингена позволил маршалу Мюрату провести по нему свои войска для оказания своевременной помощи генералу Дюпону, отражающему атаки австрийского корпуса генерала Вернека близ города Юнгинген. Вместе они отогнали австрийцев к северу в направлении на Хайденхайм.
В итоге к ночи 14 октября корпуса Нея и Мюрата сосредоточились против михельсбергских лагерей австрийцев. Положение Мака становилось явно критическим, поскольку больше не оставалось шансов на общий отход по северному берегу Дуная. В это же время генерал Мармон и гвардия были почти на окраинах Ульма к югу от реки, а маршал Сульт безостановочно приближался, загораживая все выходы к Тиролю.
Эльхингенский бой Наполеон считал одним из самых блестящих в австрийской кампании 1805 года. Маршал Ней получил за него в 1808 году титул герцога Эльхингенского.